# Padiyur
Padiyur es una ciudad censal situada en el distrito de Thrissur en el estado de Kerala (India). Su población es de 7672 habitantes (2011). Se encuentra a 26 km de Thrissur y a 48 km de Cochín.

## Demografía
Según el censo de 2011 la población de Padiyur era de 8823 habitantes, de los cuales 4115 eran hombres y 4708 eran mujeres. Padiyur tiene una tasa media de alfabetización del 96,71%, superior a la media estatal del 94%: la alfabetización masculina es del 97,83%, y la alfabetización femenina del 95,75%.